# Alexander Grothendieck
Alexander Grothendieck (németül ˈɡroːtn̩diːk, franciául ɡʁɔtɛndik) (Berlin, 1928. március 28. – Saint-Lizier, 2014. november 13.) német származású francia matematikus, aki a modern algebrai geometria megalkotásának vezető alakjává vált. 1966-ban Fields-éremmel jutalmazták munkásságát.

## Családja
Édesapja oroszországi zsidó, Alekszandr Sapiro volt, akit az 1905-ös orosz forradalomban betöltött szerepéért Szibériába száműzték, majd 1917-ben szabadult. Édesanyja Hanka Grothendieck német színésznő volt.

## Matematikai munkássága
Grothendieck kezdetben funkcionálanalízissel foglalkozott. 1949 és 1953 között Nancyban volt doktorandusz. Témavezetői Jean Dieudonné és Laurent Schwartz voltak. Néhány év alatt a topologikus vektorterek és a Schwartz-disztribúciók területének egyik vezető szakértőjévé vált. Sőt, a területre gyakorolt határást Dieudonné Banachéhoz hasonlította.
Ugyanakkor Grothendieck később az algebrai geometria területén jelentősen nagyobb és fontosabb hatást fejtett ki, mint a funkcionálanalízisben. Hozzávetőlegesen 1955-től kezdett foglalkozni kéveelmélettel és homologikus algebrával. Ezen munka eredménye a híres Tôhoku-cikk (Sur quelques points d'algèbre homologique, megjelent a Tohoku Mathematical Journalban 1957-ben), amelyben Grothendieck bevezette az Abel-kategória fogalmát, majd ezt alkalmazta annak bizonyítására, hogy a kévekohomológia definiálható bizonyos derivált funktorok formájában.
A homologikus módszerek és a kéveelmélet már Grothendieck előtt is használatban voltak az algebrai geometriában, többek között Jean-Pierre Serre munkájának köszönhetően. Grothendieck ugyanakkor magasabb absztrakciós szintre emelte ezeket, és az munkájának vezérlő elvévé tette a használatukat. Az egyes konkrét varietások tanulmányozása helyett a hangsúlyt az úgynevezett relatív megközelítésre helyezte: ebben egyetlen varietás helyett egy két varietás közötti morfizmust vizsgált. Ez a megközelítés lehetővé tette számos klasszikus tétel messzemenő általánosítását. A legelső jelentős alkalmazás Serre azon tételének relatív verziója volt, amely szerint egy teljes varietáson koherens kéve kohomológiája véges dimenziós: Grothendieck bebizonyította, hogy egy rendes (proper) morfizmusra nézve koherens kévék magasabb direkt képei koherensek. Egy egy pontból álló téren ez megfelel Serre tételének.
1956-ban ugyanezen gondolatmenetet alkalmazta a Riemann–Roch-tételre: ennek eredménye a Grothendieck–Riemann–Roch-tétel, amit Grothendieck 1957-ben egy bonni konferencián (Mathematische Arbeitstagung) jelentett be 1957-ben. A tétel nyomtatásban először Armand Borel és Serre egy cikkében jelent meg. Ezt követően Grothendieck kidolgozott – és később végre is hajtott – egy nagyszabású programot, amelynek célja az algebrai geometria új alapokra helyezése volt. A programot az 1958-as Nemzetközi Matematikuskongresszuson (ICM) jelentette be.
Ez a program minden korábbinál magasabb absztrakciót tett lehetővé az algebrai geometriában. Grothendieck bevezette a nem zárt generikus pontokat; ezek aztán a sémák fogalmához vezettek. Szintén úttörő szerepet játszott a nilpotens elemek használatában: függvényként ezek csak a zéró értéket vehetik fel, ugyanakkor képesek infinitezimális információt tisztán algebrai módon kezelni.
A Grothendieck által bevezetett sémaelmélet ma az algebrai geometria alapját adja. Ennek erénye, hogy ezen keresztül az algebrai geometriában egységes módon használhatók rokon diszciplínák – biracionális geometria, számelmélet, Galois-elmélet, kommutatív algebra, algebrai topológia – módszerei.
Grothendieck az absztrakt módszerek mesterének tekinthető; emellett híres volt a perfekcionizmusáról. Az 1960 után végzett munkájának csak kis részét publikálta hagyományos csatornákon, azaz szakfolyóiratokon keresztül: ehelyett eredményei gyakran sokszorosított szemináriumi jegyzetek formájában terjedtek. Munkájának hatása kiterjedt az algebrai geometria határain túlra is, például a D-modulusok elméletre; ugyanakkor egyes konkrétabb (azaz kevésbé absztrakt) megközelítést preferáló matematikusokból negatív reakciókat váltott ki.
Grothendieck alkotta meg az étale és az l-adikus kohomológiaelméleteket. Ezeken keresztül igazolható André Weil azon észrevétele, amely szerint kapcsolat áll fenn egy varietás topologikus és diofantikus (számelméleti) tulajdonságai között. Ezen kapcsolat például abban jelenik meg, hogy egy egyenlet megoldásainak száma egy véges test felett összefügg a komplex számtest feletti megoldások topologikus tulajdonságaival. Weil felismerte, hogy ezen kapcsolat igazolásához egy új kohomológiaelméletre van szükség: ennek megkonstruálása Grothendieck előtt másnak nem sikerült.
A Grothendieck-féle program csúcspontjának tekinthető a Weil-sejtések bizonyítása: ezek közül az utolsót Grothendieck egyik tanítványa, Pierre Deligne bizonyította be az 1970-es évek elején. Ezt követően Grothendieck visszavonult a matematikai munkától.

### EGA,SGA,FGA
Grothendieck publikált munkáinak oroszlánrésze az Éléments de géométrie algébrique-ben (EGA) és a Séminaire de géométrie algébrique-ben (SGA) van összegyűjtve: ezek hatalmas terjedelmű, ugyanakkor nem lezárt vagy befejezett művek. Ezek mellett jelentős még a Fondements de la Géometrie Algébrique (FGA), amik a Bourbaki-szeminárium előadásait gyűjtötte össze.

### Főbb hozzájárulások a matematikához
Grothendieck Récoltes et Semailles című retrospektív írásában matematikai munkájának tizenkét elemét emelte ki, amiket ő maga „nagyszerű ötleteknek” tartott. Ezek időrendi sorrendben a következők:
1. Topologikus tenzorszorzatok és nukleáris terek.
2. Folytonos és diszkrét dualitások (derivált kategóriák, „hat operátor”).
3. A Grothendieck–Riemann–Roch-tétel „jógája” (K-elmélet, kapcsolat a metszéselmélettel).
4. Sémák.
5. Toposzok.
6. Étale kohomológia és l-adikus kohomológia.
7. Motívumok és a motivikus Galois-csoport (Grothendieck-féle ⊗-kategóriák).
8. Kristályok és kristálykohomológia, a de Rham-együtthatók „jógája”, Hodge-együtthatók
9. Topologikus algebra: a toposzok kohomologikus formalizmusa mint inspiráció egy új homotopikus algebra megalkotásához.
10. Szelíd topológia.
11. Az anabelian algebrai geometria „jógája”, Galois–Teichmüller-elmélet.
12. Sémaelméleti vagy számelméleti megközelítés szabályos poliéderekre és egyéb szabályos konfigurációkra.

A fenti felsorolásban a „jóga” szó egyfajta heurisztikus metaelméletet takar; Michel Raynaud szerint ezzel egyenértékű kifejezések „Ariadné fonala” valamint a „filozófia”.
Grothendieck szerint a fenti témák közül a legnagyobb terjedelmű a toposzoké: ezek összekötik az algebrai geometriát, a topológiát és a számelméletet. Ezzel szemben az első és utolsó témát a többihez képest szerényebb kiterjedésűnek ítélte. Továbbá úgy vélte, hogy a fentiek közül a legmélyebb témák a motívumok, az anabelian geometria és a Galois–Teichmüller-elmélet.

## Fordítás
- Ez a szócikk részben vagy egészben  az   Alexander Grothendieck című angol Wikipédia-szócikk ezen változatának fordításán alapul.  Az eredeti cikk szerkesztőit annak laptörténete sorolja fel. Ez a jelzés csupán a megfogalmazás eredetét és a szerzői jogokat jelzi, nem szolgál a cikkben szereplő információk forrásmegjelöléseként.